# Coptocephala perrisi
Coptocephala perrisi is een keversoort uit de familie bladkevers (Chrysomelidae). De wetenschappelijke naam van de soort werd in 1870 gepubliceerd door Jules Desbrochers des Loges als Clythra (Titubaea) perrisi.